# Vedlejší země
Pojem vedlejší (také přidružená) země bývá užíván ve více politických významech, jednotná definice tedy není možná. Nejpřesněji lze definovat vedlejší zemi jako takovou část nějakého územního celku, která má politicky podřízenou roli, takže samostatně na politickém dění celé země nemá žádný vliv.
Často bývají jako vedlejší země označovány ty oblasti, které jsou zeměpisně odděleny od hlavní části státu. Například vedlejšími zeměmi Norska jsou ostrovy Špicberky a Bouvetův ostrov, nebo do roku 1329 Bavorskému vévodství náležející Kurpfalz.
V době nacistické diktatury v Německu byl pojem vedlejší země (německy Nebenland) užíván jako eufemismus pro na Německé říši závislé oblasti, které k ní sice byly administrativně přičleněny, ale obyvatelstvo nebylo s Němci zrovnoprávněno, kupříkladu se jednalo o Generální gouvernement. Šlo tedy o nepřímou součást Říše.
Jako vedlejší země bývají také často označována území, která sice státoprávně přímo nepřísluší k nějakému státu, ale jsou ale spojena společným vládcem personální unií. V Habsburské monarchii tak bylo Chorvatské království vedlejší zemí Uherského království. Slezsko a Horní a Dolní Lužice byly vedlejšími (přidruženými) zeměmi Českého království. V případě Horní Lužice mezi lety 1076 až 1635 (mezi lety 1253 až 1319 a 1469 až 1490 však nikoliv) a v případě Dolní Lužice v letech 1367 až 1635. Někdy je k vedlejším zemím Koruny české řazeno také Moravské markrabství.
Speciální formou vedlejší země je kolonie.